# Коропачинский, Игорь Юрьевич
И́горь Ю́рьевич Коропачи́нский (16 марта 1928, Красноярск, РСФСР — 5 декабря 2021, Новосибирск, Россия) — российский дендролог, доктор биологических наук, специалист в области дендрологии. Академик РАН, советник РАН. 17 лет возглавлял Центральный сибирский ботанический сад.

## Биография
Работать начал в годы Великой Отечественной войны, токарь по металлу на заводе N 327 Наркомата электропромышленности СССР (1942—1946).
В 1951 году окончил Сибирский лесотехнический институт. Учился в аспирантуре, работал в Красноярске — ассистент, доцент, зав. кафедрой Сибирского лесотехнического института (1951—1960).
С 1960 года в Сибирском отделении АН СССР. 
В 1972 году защитил диссертацию доктора биологических наук на тему «Дендрофлора Алтайско-Саянской горной области»
С 1983 года — директор Центрального сибирского ботанического сада СО АН СССР
23 декабря 1987 года — избран член-корреспондентом АН СССР
11 июня 1992 года — избран действительным членом РАН
С 2000 года — советник РАН

## Личная жизнь
Сыновья:
1) предприниматель Александр Игоревич Коропачинский (род. 29.7.1956), Президент «Союза строителей Красноярского края», генеральный директор «СМ.СИТИ», баллотировался в мэры Красноярска
2) предприниматель Юрий Игоревич Коропачинский (род. 01.12.1965), основатель компании OCSiAl, выпускающей графеновые нанотрубки

## Награды

### Награды СССР
- орден «Знак Почёта»[7]

### Прочее
- Премия имени В. Н. Сукачёва (1995)[8]